# 蔡伦
蔡伦（63年—121年），字敬仲，桂阳郡耒阳（今湖南省耒阳市）人，东汉宦官。蔡倫改良了造纸技术，扩大了造纸原料的来源，把树皮、破布、麻头和鱼网这些废弃物品都充分利用起来，降低了纸的成本，尤其是用树皮做原浆纸的先声，为造纸业的发展开辟了广阔的途径，被漢和帝封為龍亭侯。

## 史書記載
關於蔡倫的資料主要來自於南朝劉宋時期范曄所著的後漢書卷七十八中的三百字，史學家錢存訓認爲即使范曄的記載最完盡，在蔡倫死後三百餘年才完成的後漢書或許有不準確的記載。

## 生平

### 早年
蔡伦出生于63年，于汉明帝永平末年（75年）被朝廷派来家乡的人选中成为小太监，阉割后入宫，年仅12岁。事实上，蔡伦被阉割入宫的年龄在蔡伦所在的东汉并不算早。据史学界分析，东汉时期的太监平均净身年龄在9.6岁。东汉也是中国历史上太监净身入宫时平均年龄第二小的年代，仅次于明朝的9.2岁。汉章帝建初年间，担任小黄门。汉和帝即位之后，升任中常侍，参与国家机密大事的谋劃。《後漢書·宦者列傳》稱蔡伦有真才实学，为官尽忠，做事謹慎老實（有才學，盡心敦慎），多次不惜触犯皇帝的威严进谏朝廷施政的得失（數犯嚴顏，匡弼得失）。

### 改良技術
后来，蔡伦担任尚方令，监督宫廷物品的制作。人们认为就是从这个时候，蔡伦开始接触东汉最好的手工工艺，并改进当时的造纸技术。据《后汉书·宦者列传》所记载，自古以来，书籍文档都是用竹简来做书写载体的，后来出现了质地轻柔的缣帛，但是用缣帛制纸的费用很高昂，而竹简又笨重，于是蔡伦想进行技术创新，改用树皮、破布、麻头和鱼网等廉价之物造纸，大大降低了造纸的成本，为纸的普及准备了条件。汉和帝元兴元年（105年），蔡伦把改进造纸术的成果报告给皇帝，皇帝对蔡伦的才能非常赞赏，并把改进过的造纸技术向各地推广，汉安帝元初元年（114年），朝廷封蔡伦为龙亭侯，所以后来人们都把纸称为“蔡侯纸”。
後來任職長樂太僕。元初四年（117年），汉安帝選調學者整理文獻，并令蔡倫監管負責。
同时蔡伦还有设计弩和剑，当时称之为蔡太仆之弩，龙亭之剑，闻名天下。

### 服毒自杀
蔡伦在任小黄门时，由于掌权的窦太后的授意，参与诬陷汉安帝的祖母宋贵人及其子太子刘庆（汉安帝之父），导致刘庆被废为清河王，宋贵人及其妹妹服毒自杀。之後蔡伦又成為竇太后媳婦鄧太后的得力助手。後鄧太后驾崩，汉安帝得以亲政，於是蔡倫被命令到廷尉那里去自首。蔡伦为了避免受辱，在洗浴全身并换上整洁的衣冠服毒自杀。蔡伦死后，其封地也被收回（位于现在的陕西省汉中市洋县）。

## 紀念
- 蔡侯祠，位于中国湖南省耒阳市城区蔡子池旁，原为东汉蔡伦的故宅，其发明造纸术后，封为龙亭侯，后人立祠纪念。
- 在臺灣紙業、金紙業供奉蔡倫仙師等神靈。（詳見：台灣民間信仰）
- 經過蔡倫改造的造紙術得到了極為廣泛的推廣，對人類文明進步產生了重大影響。在1978年出版的，由美国天体物理学家麦可·哈特所著的《影响人类历史进程的100名人排行榜》中，蔡倫位列第七位。
- 蔡倫路：在上海市紀念蔡倫的一條路命名。
- 蔡伦环形山：在月球紀念蔡伦的一條环形山命名。
- 蔡倫路：位于山东大学千佛山校区内。
- 蔡倫路：位于长清大学城。

## 后世研究
关于蔡伦造纸，參考凌純聲先生的著作認為：蔡伦改良造纸技法的创新源流，受有南岛语族树皮布文化的影响。蔡伦将古代造丝纸(汉族本身传统)和造树皮布纸(南岛外来文化)的两种工艺整合起来，以造丝纸工艺的制纸工法，结合造树皮布纸工艺的材料学知识，从动物性材料(蚕丝)改为转用植物纤维(渔网、木料)来造纸，遂得到便宜、好用的「真纸」，时人名之曰「蔡侯纸」。

## 延伸阅读
[在维基数据编辑]
 《後漢書·卷78》，出自范晔《後漢書》
 《東觀漢記》
 在维基共享资源阅览影像